# Choi Hong-hi
Choi Hong-Hi (최홍희) (9 de noviembre de 1918 - 15 de junio de 2002), también conocido como General Choi, fue un general del Ejército Surcoreano, artista marcial y una figura en la historia del arte marcial coreano del Taekwon-Do. Choi es reconocido como el «Fundador del Taekwon-Do» para la Federación Internacional de Taekwon-Do (ITF)

## Primeros años
El general Choi Hong-hi nació en una de las zonas más montañosas y duras de Corea, en el distrito de Dae Hwa, en lo que ahora es Corea del Norte. En su juventud, fue bastante frágil y enfermizo, lo cual fue una fuente constante de preocupación para sus padres.
A la edad de doce años, fue expulsado de su colegio por sublevarse contra las autoridades japonesas que controlaban Corea en esos años. Lo que lo llevaría a unirse al Movimiento Independentista de estudiantes en la ciudad de Gwangju.
Después de haber sido expulsado, su padre lo mandó a estudiar caligrafía con el muy reconocido maestro Han Il-dong quien, además, era maestro de Taekkyon, el antiguo arte coreano de lucha que utiliza técnicas de patadas, barridos y golpes de palma abierta. Para fortalecer el cuerpo del joven Choi, el maestro Han comenzó a enseñarle los más rigurosos ejercicios de Taekkyon. Este entrenamiento físico le sería muy útil en su futuro aprendizaje marcial.
En 1937, durante la invasión japonesa de Corea, a la edad de entre 18 y 19 años, Choi fue enviado al Japón para continuar su educación. En Kioto, conoció a un compatriota, el Sr. Kim, quien se dedicaba a enseñar Karate-Do, estilo Shotokan. Después de más de dos años de formación diaria y entrenamiento intensivo, Choi alcanzó el grado de cinturón negro primer dan en Karate. Las técnicas aprendidas en este arte marcial, junto con las del Taekkyon, serían las raíces de lo que conocemos como el Taekwon-Do ITF.
El futuro maestro mantuvo un entrenamiento mental y físico, estudió en la escuela secundaria, en la preparatoria y, por último, en la Universidad de Tokio. Durante este periodo, su entrenamiento le permitió obtener su segundo dan en Karate como cinturón negro, y comenzó a enseñar en una sede de la YMCA (Asociación Cristiana de Jóvenes) en Tokio, Japón.

## Carrera militar
Choi se vio obligado a alistarse en el ejército japonés al declararse la Segunda Guerra Mundial (1939-1945). Sirvió al Imperio Japonés. Al regresar a la actual capital de Corea del Norte, Pionyang, fue señalado por los japoneses como el planificador del Movimiento de Independencia Coreano. Por esta razón, fue encarcelado durante los ocho meses previos a su juicio.
En la cárcel, Choi continuó entrenando, pulió sus técnicas y comenzó con el desarrollo de un nuevo arte marcial. Tal era su dedicación que, pronto, su compañero de celda y su carcelero se convirtieron en sus nuevos estudiantes. Con el tiempo, todo el patio de la prisión se convirtió en un gigantesco dojang (sala de entrenamiento).
La liberación de Corea de parte de los estados aliados en 1945, salvó al futuro general de una condena de siete años en prisión. En enero del siguiente año, ya libre, Choi fue nombrado subteniente del nuevo ejército surcoreano. Con ello, nacía la posibilidad de promocionar el arte marcial que había estado desarrollando, a partir del taekkyon y del karate.
Fue asignado como comandante de compañía en Gwangju, donde Choi aprovechó la oportunidad para enseñar su arte. Al poco tiempo fue ascendido a teniente y transferido a la ciudad de Daejeon a cargo del Segundo Regimiento de Infantería. En su nuevo puesto, continuó promoviendo su arte a los soldados coreanos y estadounidenses. Esa fue la primera introducción que tuvieron los americanos de lo que se conoce como Taekwondo. Debido a que ellos en esa época solo conocían las artes marciales a mano vacía del Judo y el Karate-Do japonesas como referentes y, por la gran similitud del nuevo arte con este último, además de la barrera del idioma, le llamaron "karate coreano".
En 1947, el entonces teniente Choi fue ascendido a capitán y luego a mayor. En 1948, fue transferido a Seúl como Jefe de Logística. Ahí se convirtió en instructor de la Escuela de Policía Militar estadounidense y es ascendido a teniente coronel.

#### En EE. UU.
En 1949, fue ascendido a coronel y transferido a Estados Unidos, donde siguió difundiendo su arte. En 1951, fue designado general de brigada. En ese puesto decidió organizar la Escuela General de Tierra en Busan. Fue nombrado jefe de Estado Mayor del 1.º Cuerpo de Infantería surcoreano y responsable de informar al general Douglas MacArthur durante su visita a Gangneung. Durante la guerra de Corea, el general de brigada Choi Hong-hi estaba a cargo de la 5.º División de Infantería. Tras la guerra, en 1953, escribió un libro sobre inteligencia militar.
En 1955, formó la 29.º División de Infantería en la isla de Jeju, donde sus nuevas técnicas alcanzarían un mayor grado de madurez. Estableció también la escuela Oh Do Kwan (en español: Estilo Mi Camino), donde consolidó las técnicas del Taekkyon y del Karate para desarrollar el sistema actual de Taekwondo, con la ayuda de su entonces amigo y cofundador del Oh Do Kwan, Nam Tae-hi. Tuvo la oportunidad de dirigir el Chung Do Kwan (en español: Estilo de Ola Azul) fundado por el Gran Maestro Lee Won-kuk. A finales de ese año, fue ascendido a general.
En 1959, el general Choi fue asignado como subcomandante del 2.º ejército en Daegu. En 1960, asumió como Director de Inteligencia del ejército surcoreano y como comandante del Mando Armado de Combate, con la dirección de infantería, artillería, blindados y de las escuelas de aviación y señalamiento. En 1961, alcanzó la cúspide de su carrera militar, fue asignado comandante del sexto Cuerpo de Infantería. Se retiró en 1965 como general de dos estrellas.

## Desarrollo del Taekwon-Do
Las nuevas técnicas enseñadas por el General Choi fueron ganando popularidad, al punto de ser aceptadas y reconocidas como un nuevo arte marcial. Es por eso que necesitaba un nombre, así fue como el general organizó una junta con instructores, historiadores y líderes de la sociedad coreana para tal propósito.
El 11 de abril de 1955, Choi propuso el nombre, y bajo la aceptación de toda la junta, el nuevo arte marcial pasó a llamarse Taekwon-Do, o "Arte de lucha con pies y manos" (Tae: Luchar con los pies; Kwon: Luchar con las manos; Do: Camino Espiritual).
En 1959, el General Choi y diecinueve de sus mejores alumnos, cinturones negros recorrieron el Lejano Oriente para mostrar a los espectadores sus técnicas. La gira fue un éxito para el grupo, ya que lograron que el Taekwondo se extendiera más allá de Corea. Ese año, el general fue elevado a presidente de la recién formada Asociación Coreana de Taekwon-Do, publicó un primer escrito sobre su arte marcial e hizo del mismo una enseñanza obligatoria para las fuerzas armadas y policía de Corea del Sur. A través de sus estudiantes, el Taekwondo fue introducido en la escuela militar más antigua de los Estados Unidos, el fuerte West Point.

### La década de 1960
En 1960, Choi asistió al Club de Karate del maestro Jhoon Rhee en San Antonio, Texas. Allí convenció a los estudiantes y al maestro a utilizar el nombre Taekwon-Do en vez del nombre de "Karate coreano". Esto convertiría al maestro Rhee en el primer instructor de Taekwondo en Estados Unidos, logrando que el arte marcial se abriera paso en el país. Ya para 1961, el General Choi dirigía los centros de entrenamiento más grandes de Corea.
El general fue nombrado Embajador en Malasia en 1962, donde aprovechó la oportunidad para difundir su arte. Un año después, ya se había formado la Asociación Malaya de Taekwon-Do. Cuando el arte fue presentado ante el primer ministro Abd ul-Rahman Putra en el Estadio Merdeka, alcanzó consenso nacional. El mismo año, se realizó una demostración en el edificio de las Naciones Unidas de Nueva York y su amigo, el Mayor Nam Tae-hi, introdujo el taekwondo en las Fuerzas Armadas de Vietnam.
En 1964, el embajador Choi viajó a Vietnam para enseñar a los instructores encabezados por el teniente coronel Park Joon-gi, las formas avanzadas que había estado desarrollando en los últimos años. Fue recién en ese año en donde el general pudo definir entre el taekwondo y el karate japonés, pudiendo así separarlos para siempre. También, fue reelegido como presidente de la Asociación Coreana de Taekwon-Do.
En 1965, Choi fue designado por el Gobierno de la República de Corea para liderar una misión de buena voluntad a la República Federal Alemana, a la República Árabe Unida, a Italia, a Malasia, a Singapur y a Turquía. Durante la misión, el general declaró al Taekwon-Do como el arte marcial nacional de Corea y logró que en esos países se formaran asociaciones del arte. El 22 de marzo de dicho año, las asociaciones de Alemania Occidental, Corea, Estados Unidos, Italia, Malasia, República Árabe Unida, Singapur, Turquía y Vietnam formaron la Federación Internacional de Taekwondo (ITF).
El general recibió la medalla de Servicio Distinguido Primera Clase de parte del gobierno de Vietnam en 1967. Ayudó, también, a formar la fundación coreano-vietnamita de Taekwon-Do y la Asociación de Taekwondo de Hong Kong. Cuando visitó el Torneo Americano de Taekwondo en Chicago, Illinois, discutió la expansión y ampliación de la Asociación de Taekwon-Do de los Estados Unidos, la cual se formaría oficialmente en Washington D. C. el 26 de noviembre de dicho año. Choi aprovechó su visita para encontrarse con Robert Walson, 4.º dan y una de las autoridades estadounidenses más reconocidas en el arte, para sentar las bases de una nueva edición de un libro sobre el Taekwon-Do. Durante el año, seleccionó a cinco instructores de las Fuerzas Armadas de la República de Corea para enviar a Taiwán, a pedido del Generalísimo Chiang Kai-shek. A finales de año, el General Choi invitó al famoso Maestro de Karate, el coreano Mas Oyama, fundador del estilo Kyokushinkai, a la sede de la ITF en Seúl para continuar la discusión que había empezado en Hakone, Japón. Después de una larga discusión, el Maestro Oyama decidió que no incluiría en sus técnicas el currículo del Taekwon-Do ITF, sino que seguiría en el camino del Karate-Do japonés.
En 1968, el Taekwon-Do fue un tema importante a tratar en el simposio organizado por el Consejo Internacional de Deporte Militar (en francés: Conseil International du Sport Militaire, CISM) organizado en París, Francia. El General Choi, con un grupo de cinturones negros, asistieron al evento, como también a Bélgica, Canadá, España, India y los Países Bajos, para enseñar y mostrar sus técnicas. Cuando volvió a Corea recibió el primer Premio de Investigación Deportiva por su entrega hacia las artes marciales coreanas.
Al año siguiente, se realizó el primer Torneo Asiático de Taekwondo con sede en Hong-Hi Kong. Choi recorrió los países participantes para investigar como se preparaban para el gran torneo. Más adelante, visitó a varios instructores alrededor del mundo y recopiló fotografías para la primera edición de su libro Taekwon-Do (Derechos de impresión 1972).

### La década de 1970
Con el comienzo de década, el general Choi dio seminarios en Canadá, Europa, Oriente Medio y el Sureste Asiático, buscando siempre difundir su arte y unificar la Federación Internacional de Taekwon-Do (ITF). Al año siguiente, asistió al 2.º Torneo Asiático de Taekwondo en el Estadio Negara en Kuala Lumpur, Malasia y el General Kim Jong-hyun, Jefe del Departamento de Artes Marciales del Ejército, le solicitó instructores calificados para capacitar a las Fuerzas Armadas de Irán.
En 1972, Choi presentó el Taekwondo en Bolivia, Guatemala, Haití y República Dominicana. Se interesó en difundir su arte entre los jóvenes del mundo, promoviéndolo en varias universidades de América, Europa, Medio y Extremo Oriente. Ese año, el general trasladó la sede de la ITF, a Toronto, Canadá con el apoyo de todos los países miembros. Su objetivo, promocionar el Taekwon-Do en Europa del Este. A fines de 1973, el General Choi formó un equipo de exhibición con cinturones negros 7.º dan. y recorrieron 13 países de África, Europa, Extremo y Medio Oriente. En cinco de estos países se formaron sucursales de la ITF. El grupo estaba formado por Kong Yong-il, Park Jong-soo, Rhee Ki-ha, Pak Sung-jae y Choi Chang-keun.
El de 1974 fue un año muy especial para el General Choi, ya que pudo hacer realidad su sueño al celebrar el primer Campeonato Mundial de Taekwon-Do ITF en Montreal, Canadá. En noviembre y diciembre de ese año, lideró al cuarto equipo internacional de exhibiciones por los países de: Colombia, Costa Rica, Curazao, Jamaica y Surinam.
En 1975, el general tuvo el honor de exhibir el Taekwon-Do en la Ópera de Sídney, Australia, la cual había sido inaugurada dos años antes. Choi realizó, en ese año, seminarios en Grecia y Suecia. En 1976, dio seminarios en Europa, Indonesia, Irán y Malasia; y en noviembre, declaró la apertura del primer Campeonato Europeo de Taekwondo en Ámsterdam, Países Bajos.
En septiembre de 1977, el fundador del Taekwon-Do ITF, visitó Australia, Malasia y Nueva Zelanda, seguido por la reunión de Tokio, Japón, en la cual denunció públicamente al entonces presidente surcoreano Park Chung-hee de haber usado el Taekwon-Do para sus propósitos claramente políticos. Durante ese año, llegaría también a Suecia y Dinamarca, donde ayudaría a formar las asociaciones nacionales de dichos países.
El General Choi comenzó una gira por Kenia, Malasia, Pakistán y Sudáfrica en mayo de 1978, acompañado por el maestro Rhee Ki-ha, 'Padre del Taekwon-Do Británico'. Lideró también al quinto equipo internacional de exhibiciones por Hungría, Polonia, Suecia y Yugoslavia. En septiembre, se celebró en Oklahoma City, Estados Unidos, el segundo Campeonato Mundial de Taekwon-Do.
En junio de 1979, se formó la Federación Europea (del inglés: All Europe Taekwon-Do Federation) en Oslo, Noruega. Choi visitó Suecia, Dinamarca, Alemania Occidental, Francia y Groenlandia acompañado por Khang Su-jong y Rhee Ki-ha. En noviembre el sexto equipo internacional de exhibiciones, liderados por el general, se presentaron en el estadio Luna Park de Buenos Aires, Argentina. El equipo estaba formado por Kim Jong-chan, Choi Chang Keun, Rhee Ki-ha, Park Jung-tae, Lee Jong-moon, Chung Kwan-duk, Kim Suk-jun y Michael Cormack.

### La década de 1980
El de 1980 fue muy significativo para el General Choi. Él, junto a quince de sus alumnos, entre los que se encontraba su hijo Choi Jong-hwa, visitaron por primera vez la República Popular Democrática de Corea, lugar de nacimiento del general. En noviembre, la Federación Europea celebró su primer torneo en Londres, Inglaterra contando con la participación de dieciocho países.
Al comienzo de 1981, junto al maestro Choi Chang-keun, viajó a Queensland, Australia, donde abrió el primer Campeonato del Área del Pacífico. Durante el viaje, participó en la fundación de la Federación de Taekwon-Do del Pacífico Sur, como así también en la fundación de la Federación Australiana de Taekwon-Do. En junio, lideró al octavo equipo internacional de exhibiciones a Tokio, Japón.
En agosto, visitó Argentina para abrir y asistir al Tercer Campeonato Mundial de Taekwon-Do celebrado en Resistencia, Chaco.
En octubre, realizó un seminario dirigido a los miembros fundadores del Taekwon-Do en Corea del Norte y para noviembre, logró formar un equipo de exhibiciones con instructores de ambas Coreas, el cual se presentó en la reunión conocida como Líderes Cristianos de Corea del Norte y del Exterior, llevada a cabo en Viena, Austria.
En enero de 1982, formó la Federación Norteamericana de Taekwon-Do en Toronto, Canadá. Durante ese año fue capaz de abrir, por primera vez, un gimnasio de Taekwon-Do en Japón con la ayuda del patriota coreano-japonés, Chon Jin-shik. En julio, dictó seminarios en Puerto Rico acompañado por el maestro Park Jung-tae. En octubre se reunió con el Sr. Arpad Csanadi, director del comité de programación del Comité Olímpico Internacional (COI), en Budapest, Hungría, con el fin de discutir el reconocimiento del Taekwon-Do ITF por dicha organización. Entre octubre y noviembre, con el objetivo de promover su arte, el General Choi junto a los maestros Han Sam-soo, Park Jung-tae y Choi Joong-hwa (este último, hijo del propio General Choi) realizaron una gira por Groenlandia, Reino Unido, Alemania Occidental, Austria, Dinamarca, Polonia, Hungría, Yugoslavia, Checoslovaquia y Finlandia. En diciembre, asistió al primer Campeonato Intercontinental de Taekwon-Do celebrado en Nápoles, Italia.
En los primeros días de 1983, el general viajó a Colorado, Estados Unidos junto al maestro Lee Suk-hi, en aquel entonces, presidente de la Federación Norteamericana de Taekwon-Do. El objetivo del viaje fue evaluar a Charles E. Sereff, presidente de la Federación Estadounidense de Taekwon-Do, logrando este último convertirse en 7.º dan. En febrero, realiza un tour de seminarios en América Latina, entre los países visitados se encontraban Argentina, Colombia, Honduras y Panamá. En Honduras, ayudó a organizar la Federación Centroamericana de Taekwon-Do. Durante marzo, abril y mayo, visitó Santa Bárbara (California), Europa y Corea del Norte con el fin de reunir información para la edición definitiva de la Enciclopedia del Taekwon-Do. En los meses de octubre y noviembre, acompañado por su hijo Choi Joong-hwa y por Park Jung-tae, viajó a Yugoslavia e Italia con la intención de tomar las fotografías que se utilizarían más adelante en la última edición de la Enciclopedia.
En abril de 1984, Choi abrió el cuarto Campeonato Mundial de Taekwon-Do en Glasgow, Escocia. Visitó también a Juan Antonio Samaranch, presidente del COI, en Lausana, Suiza para convencerlo, sin éxito, de que la ITF es el único organismo que enseña el verdadero Taekwon-Do. En septiembre, invitó a varios instructores mayores a Pyongyang, Corea del Norte, para finalizar la publicación de la Enciclopedia. En esa ocasión se discutió sobre el traslado de la sede de la ITF a Viena, Austria. En octubre, declaró la apertura del tercer campeonato celebrado por la Federación Europea en Budapest, Hungría, siendo la primera vez que un torneo internacional de Taekwon-Do fue realizado en un país socialista. En noviembre, el maestro visitó Nueva York para abrir la tercera Copa Anual General Choi en Estados Unidos. En diciembre, se celebró el quinto Congreso de la ITF en Viena, en donde se acordó trasladar la sede a dicha ciudad. El General Choi fue reelegido como presidente de la ITF.
En 1985, el General Choi publicó su mayor obra, la Enciclopedia del Taekwon-Do, con un total de quince volúmenes y más de 30.000 fotografías e ilustraciones sobre la práctica y reglas de este arte marcial. Durante el año, el traslado de la sede central a Viena se hizo efectivo. Esto permitió al general y a toda la institución promover el Taekwon-Do en países socialistas y tercermundistas. En abril, visitó Puerto Rico junto a Tran Trien Quan (presidente de la Federación Canadiense de Taekwondo), James Limand y Kim Suk-jun en donde asistió a la primera Copa Latinoamericana General Choi. En noviembre, visitó Noruega para abrir el Campeonato Escandinavo de Taekwon-Do. En diciembre, asistió a los festivales celebrados por la Federación Canadiense en Quebec en honor al 30.º aniversario de la fundación del Taekwon-Do ITF.
En 1986, Choi llevó al equipo de exhibiciones norcoreano a la República Popular de China, dando a conocer el Taekwon-Do en dicho país. En 1987, anunció la realización del quinto Campeonato Mundial de Taekwon-Do en Atenas, Grecia, a pesar de la oposición del régimen dictatorial que gobernaba Corea del Sur en aquel entonces. En diciembre, desarrolló la Fundación de Promoción y Popularización de la ITF con el apoyo de Chon Yon-shik, hermano mayor del vicepresidente Chon Jin-shik. En mayo de 1988, asistió al sexto Campeonato Mundial en Budapest, Hungría, el cual fue el primero en ser televisado vía satélite por toda Europa. En agosto, llevó al equipo de exhibiciones a Moscú, a la ya desaparecida Unión de Repúblicas Socialistas Soviéticas (URSS), hoy Rusia.

### La década de 1990
Durante esta década, el General Choi fijó su residencia en Canadá, donde en 1989 junto a otros colaboradores había dado forma a la Federación de Taekwon-Do Coreo-Americana (KATU, según sus iniciales en inglés), con el objetivo de afianzar lazos entre Corea y los Estados Unidos en materia de la enseñanza y difusión del Taekwon-Do. Para la presidencia de dicha organización, Choi confió en su alumno Hwang Kwan-sung, quien durante esa década había sido también designado como director de los equipos Senior y Junior de los Estados Unidos para los campeonatos mundiales.
En esta década también se produjo la primera graduación de Grandes Maestros, ocurrida en 1997. La misma se produjo en diferentes etapas, siendo los primeros tres alumnos en recibir el honor de ser graduados como 9.º DAN por parte del propio General Choi, el coreo-británico Rhee Ki-ha, el estadounidense Charles Sereff y el coreano Hwang Kwan-sung. La importancia adquirida por estos tres alumnos convertidos en grandes maestros, los hizo acreedores de distintas nomenclaturas identificatorias, siendo el Maestro Rhee conocido por las siglas inglesas FGMR (Primer Gran Maestro Rhee, en español), el Maestro Sereff por las siglas inglesas SGM (Gran Maestro Senior, en español)  y el Maestro Hwang como K-9-1 (Primer 9.º DAN Coreano, en español).

## Fallecimiento
El Fundador del Taekwon-Do, falleció a las 20:35 del 15 de junio de 2002 en Corea del Norte producto de un cáncer de estómago. El general Choi trabajó sin descanso en la promoción de su amado arte y se celebraron homenajes a su memoria en todo el mundo. Sus restos descansan en el Cementerio de los Mártires Patrióticos, de la capital norcoreana Pionyang, donde fue sepultado con honores y su última morada es centro de peregrinaje de taekwondistas de todo el mundo.